# DIN 33411
Die DIN-Normenreihe DIN 33411 befasst sich mit den Körperkräften des Menschen. Sie gilt für den Bereich der statischen und dynamischen Muskelarbeit, die durch kraftbetonte Körperhaltung und Körperbewegung charakterisiert ist. Für sensomotorische Tätigkeit ist die Norm nicht anwendbar.
Die Norm besteht aus fünf Teilen, von denen der zweite Teil (Stand 2022) noch nicht veröffentlicht ist.

## DIN 33411-1
Im ersten Teil werden Begriffe definiert, die Zusammenhänge zwischen den definierten Begriffen erläutert und mechanische und geometrische Bestimmungsgrößen aufgeführt. Er wurde im September 1982 herausgegeben. Die Körperkraft kann danach in die Muskelkraft, die Massenkraft und die Aktionskraft eingeteilt werden. Daraus wird ein hierarchisches Begriffssystem entwickelt, das z. B. in der Arbeitswissenschaft, im Arbeitsschutz, in der Unfallversicherung und Biomechanik benutzt wird.

## DIN 33411-3
Der dritte Teil beschreibt die maximal erreichbaren statischen Aktionsmomente männlicher Arbeitspersonen an Handrädern. Er wurde im Dezember 1986 herausgegeben.
Für die Ermittlung der Werte wurde eine Gruppe von 132 körperlich trainierten männlichen Arbeitspersonen im Alter zwischen 18 und 40 Jahren herangezogen. Als Maximalwert wurde im Stehen bei horizontaler Anordnung des Handrades in Höhe von 1000 mm und einem Handraddurchmesser von 400 mm bei einer kurzen Dauer der Kraftausübung von bis zu 4s der Betrag von 280 Nm festgestellt. Bei vertikaler Anordnung des Handrades betrug er 200 Nm.
In den Erläuterungen wird darauf hingewiesen, dass es 1986 nicht möglich war, allgemein gültig für unterschiedliche Belastungsfälle und verschiedene Personengruppen Bewertungs- oder Korrekturfaktoren anzugeben, mit deren Hilfe die zulässigen Körperkräfte berechnet werden können. Für die Praxis wird ein statistisches Verfahren angegeben, mit deren Hilfe die zulässigen Aktionsmomente für einen bestimmten Personenkreis ermittelt werden können.

## DIN 33411-4
Im vierten Teil werden maximale statische Aktionskräfte in Form von Kurven gleicher Kraft (Isodynen) dargestellt. Die Norm wurde im Mai 1987 veröffentlicht. Die Ermittlung der Werte erfolgte mit Hilfe von Gruppen junger, leistungsfähiger Personen männlichen und weiblichen Geschlechts. Gemessen wurden die maximal erreichten Werte bei einer kurzen Dauer der Ausübung von wenigen Sekunden. Auf diese Weise wurden keine Einflüsse der Ermüdung erfasst. Die Isodynen werden für 12 verschiedene Körperstellungen dargestellt.

## DIN 33411-5
Im fünften Teil werden die Werte von maximalen statischen Aktionskräften für 19 verschiedene Körperstellungen angegeben, die mit Hilfe von zwei Gruppen junger, leistungsfähiger Personen männlichen und weiblichen Geschlechts ermittelt wurden. Gemessen wurden die maximal erreichten Werte bei einer kurzen Dauer der Ausübung von wenigen Sekunden. Auf diese Weise wurden keine Einflüsse der Ermüdung erfasst. Die Norm wurde im November 1999 veröffentlicht. Im September 2022 wurde ein überarbeiteter Entwurf vorgelegt.